# 洛哈達伽縣
洛哈達伽縣是印度的一個縣，位於該國東部，由賈坎德邦負責管轄，面積1,490平方公里，識字率為68.29%，2011年人口461,738，人口密度每平方公里310人。

## 外部連結
- Travel guide and maps of Lohardaga
- Lohardaga district website （页面存档备份，存于）
- （页面存档备份，存于） List of places in Lohardaga

23°26′N 84°41′E / 23.433°N 84.683°E